# Drippin
Drippin (koreanisch 드리핀, stilisierte Schreibweise DRIPPIN) ist eine südkoreanische Boygroup der vierten K-Pop-Generation, die 2020 von Woollim Entertainment gegründet wurde. Ursprünglich eine siebenköpfige Gruppe, verließ Alex im Juli 2023 die Gruppe. Drippin besteht aus sechs Mitgliedern: Hyeop, Yunseong, Changuk, Dongyun, Minseo und Junho. Die Boygroup debütierte am 28. Oktober 2020 mit dem Mini-Album Boyager. Der offizielle Fanclub-Name lautet Dreamin.

## Geschichte

### Aktivitäten vor dem Debüt
Vom 3. Mai bis 19. Juli 2019 nahmen alle Mitglieder (außer Alex) an der Reality-Wettbewerbsshow Produce X 101 von Mnet teil.

### 2020: Debüt mitBoyager
Im September 2020 kündigte Woollim Entertainment an, dass die aus sieben Mitgliedern bestehende Boygroup Drippin ihr Debüt geben werde. Am 28. Oktober debütierte Drippin offiziell mit dem Mini-Album Boyager und dem Titelsong Nostalgia auf YouTube.

### 2021:A Better Tomorrow, Free PassundVertigo
Am 16. März 2021 erschien das zweite Mini-Album A Better Tomorrow mit dem Titelsong Young Blood. Am gleichen Tag wurde das zugehörige Musikvideo auf YouTube veröffentlicht.
Am 29. Juni veröffentlichte Drippin ihr erstes Single-Album Free Pass mit der gleichnamigen Lead-Single und dem zugehörigen Musikvideo.
Am 11. November veröffentlichte Woollim Entertainment über Universe Music die Werbesingle Vertigo für die mobile Fandom-Plattform Universe.

### 2022:Villain-TrilogieundSo Good
Das erste Album aus der Villain-Trilogie erschien am 17. Januar 2022 als drittes Mini-Album Villain mit dem gleichnamigen Titelsong und dem zugehörigen Musikvideo.
Am 18. Mai debütierte Drippin mit der Single So Good in Japan.
Das zweite Album aus der Villain-Trilogie wurde am 15. Juni als Drippins zweites Single-Album Villain: Zero veröffentlicht. Die Lead-Single Zero wurde zeitgleich auf YouTube veröffentlicht.
Als Abschluss der Villain-Trilogie erschien am 15. November das erste Studioalbum Villain: The End. Das Album enthält zehn Titel, der Titelsong The One wurde als Musikvideo auf YouTube veröffentlicht.

### 2023:Hello Goodbye,Seven Sins, erstes Fantreffen und Ausstieg von Alex
Am 26. Januar 2023 gab Woollim Entertainment bekannt, dass Alex aus gesundheitlichen Gründen vorerst nicht an weiteren Aktivitäten der Gruppe teilnehmen werde.
Am 14. März veranstaltete die Gruppe zwei Comeback-Shows für ihre japanischen Fans im Ebisu Liquidroom in Tokio. Am 15. März veröffentlichte Drippin ihre zweite japanische Single Hello Goodbye.
Das dritte Single-Album Seven Sins mit der Lead-Single Stereo erschien am 19. April. Das Musikvideo Stereo aus „The Show“ wurde am 25. April auf YouTube veröffentlicht.
Drippin veranstaltete am 2. Juli ihr erstes Fantreffen „Summer Day’s Dream“ in der Yes24 Live Hall in Seoul. Am 28. Juli gab Woollim Entertainment bekannt, dass Alex seinen Exklusivvertrag gekündigt hat und die Gruppe und Woollim Entertainment verlassen hat. Drippin wurde in eine Boygroup mit 6 Mitgliedern umorganisiert.

### 2024: Changuks Auszeit,Beautiful MazeundWeekend
Woollim Entertainment gab am 28. März 2024 bekannt, dass Changuk wegen einer Atemwegserkrankung eine Pause einlegen werde. Die Gruppe werde ihre Aktivitäten als fünfköpfiges Team fortsetzen.
Am 3. April veröffentlichte Drippin ihr viertes Single-Album Beautiful Maze mit der gleichnamigen Lead-Single. Das Musikvideo Beautiful Maze wurde zeitgleich auf YouTube hochgeladen.
Das fünfte Single-Album Weekend mit dem Titelsong und dem Musikvideo Weekend erschien am 19. August.

### 2025: Yunseongs Einberufung
Am 19. März 2025 veröffentlichte Woollim Entertainment einen handgeschriebenen Brief von Yunseong. In diesem Brief informierte er den Fanclub über seine Einberufung zum Wehrdienst am 24. März.

## Mitglieder
| Name                 | Geburtsname                      | Geburtstag (Alter)    | Geburtsort | Position                 |
| -------------------- | -------------------------------- | --------------------- | ---------- | ------------------------ |
| Yunseong 윤성        | Hwang Dong-wook a 황동욱         | 30. Oktober 2000 (24) | Seoul      | Team leader Vocal, Dance |
| Hyeop 협             | Lee Hyeop 이협                   | 13. August 1999 (25)  | Busan      | Vocal                    |
| Changuk 창욱         | Joo Chang-uk 주창욱              | 25. Juli 2001 (23)    | Changwon   | Vocal                    |
| Dongyun 동윤         | Kim Dong-yun 김동윤              | 18. Februar 2002 (23) | Seoul      | Rap                      |
| Minseo 민서          | Kim Min-seo 김민서               | 13. Mai 2002 (23)     | Gwangju    | Vocal                    |
| Junho 준호           | Cha Jun-ho 차준호                | 9. Juli 2002 (22)     | Hongseong  | Vocal                    |
| Ehemalige Mitglieder |                                  |                       |            |                          |
| Alex 알렉스          | Alexander Vincent Schmidt 이하영 | 6. Oktober 2004 (20)  | Mainz      | Vocal, Rap               |

### Alex
Alex ist das erste und bisher einzige K-Pop-Idol mit deutscher Staatsbürgerschaft. Seine Mutter ist Koreanerin, sein Vater Deutscher. Sein äquivalenter koreanischer Name lautet Lee Ha-young (koreanisch 이하영). Im Alter von vier Jahren zog er mit seiner Familie nach Südkorea. Alex spricht Deutsch, Englisch, Französisch und Koreanisch. Er wurde von seinen Eltern gefördert und trat in Tanz- und Castingshows auf. Mit 15 Jahren trat Alex als letztes Mitglied Drippin bei und brauchte nur 4 Monate Training bis zum Debüt. Alex kann Bass spielen. 2023 zog Alex mit seiner Familie (Mutter, Vater, 2 jüngere Brüder) zurück nach Deutschland. Wieder zurück in Mainz ist er Abiturient (Stand Januar 2024).

## Fanclub
Dreamin (koreanisch 드리밍) ist der offizielle Name des Fanclubs von Drippin. Der Name Dreamin bedeutet, dass Fans mit ihnen träumen und ihre Träume gemeinsam verwirklichen.
Die Mitgliedschaft im Fanclub gilt ca. ein Jahr und ist kostenpflichtig. Der Fanclub wird auf der Fan-Plattform Weverse gehostet. Am 16. April 2025 hatte Dreamin 122.000 Mitglieder.

## Diskografie

### Studioalben
| Jahr | Titel Musiklabel                       | Höchstplatzierung, Gesamtwochen, AuszeichnungChartsChartplatzierungen (Jahr, Titel, Musiklabel, Platzierungen, Wochen, Auszeichnungen, Anmerkungen) | Anmerkungen                             |
| Jahr | Titel Musiklabel                       | KR | Anmerkungen                             |
| ---- | -------------------------------------- | --- | --------------------------------------- |
| 2022 | Villain: The End Woollim Entertainment | KR17 (6 Wo.)KR | Erstveröffentlichung: 15. November 2022 |

### EPs
| Jahr | Titel Musiklabel                        | Höchstplatzierung, Gesamtwochen, AuszeichnungChartplatzierungen (Jahr, Titel, Musiklabel, Platzierungen, Wochen, Auszeichnungen, Anmerkungen) | Höchstplatzierung, Gesamtwochen, AuszeichnungChartplatzierungen (Jahr, Titel, Musiklabel, Platzierungen, Wochen, Auszeichnungen, Anmerkungen) | Anmerkungen                            |
| Jahr | Titel Musiklabel                        | KR | JP | Anmerkungen                            |
| ---- | --------------------------------------- | --- | --- | -------------------------------------- |
| 2020 | Boyager Woollim Entertainment           | KR8 (5 Wo.)KR | JP17 (1 Wo.)JP | Erstveröffentlichung: 28. Oktober 2020 |
| 2021 | A Better Tomorrow Woollim Entertainment | KR8 (7 Wo.)KR | — | Erstveröffentlichung: 16. März 2021    |
| 2022 | Villain Woollim Entertainment           | KR13 (9 Wo.)KR | — | Erstveröffentlichung: 17. Januar 2022  |

### Single-Alben
| Jahr | Titel Musiklabel                     | Höchstplatzierung, Gesamtwochen, AuszeichnungChartplatzierungen (Jahr, Titel, Musiklabel, Platzierungen, Wochen, Auszeichnungen, Anmerkungen) | Höchstplatzierung, Gesamtwochen, AuszeichnungChartplatzierungen (Jahr, Titel, Musiklabel, Platzierungen, Wochen, Auszeichnungen, Anmerkungen) | Anmerkungen                           |
| Jahr | Titel Musiklabel                     | KR | JP | Anmerkungen                           |
| ---- | ------------------------------------ | --- | --- | ------------------------------------- |
| 2021 | Free Pass Woollim Entertainment      | KR6 (5 Wo.)KR | JP50 (1 Wo.)JP | Erstveröffentlichung: 29. Juni 2021   |
| 2022 | Villain: Zero Woollim Entertainment  | KR11 (2 Wo.)KR | — | Erstveröffentlichung: 15. Juni 2022   |
| 2023 | Seven Sins Woollim Entertainment     | KR16 (7 Wo.)KR | — | Erstveröffentlichung: 19. April 2023  |
| 2024 | Beautiful Maze Woollim Entertainment | KR30 (9 Wo.)KR | — | Erstveröffentlichung: 3. April 2024   |
| 2024 | Weekend Woollim Entertainment        | KR5 (9 Wo.)KR | — | Erstveröffentlichung: 19. August 2024 |

### Singles
| Jahr               | Titel Album     | Höchstplatzierung, Gesamtwochen, AuszeichnungChartsChartplatzierungen (Jahr, Titel, Album, Platzierungen, Wochen, Auszeichnungen, Anmerkungen) | Anmerkungen                         |
| Jahr               | Titel Album     | JP | Anmerkungen                         |
| ------------------ | --------------- | --- | ----------------------------------- |
| Japanische Singles |                 | |                                     |
|                    |                 | |                                     |
| 2022               | So Good –       | JP9 (3 Wo.)JP | Erstveröffentlichung: 18. Mai 2022  |
| 2023               | Hello Goodbye – | JP12 (2 Wo.)JP | Erstveröffentlichung: 15. März 2023 |

Weitere Singles
- 2020: Nostalgia
- 2021: Young Blood
- 2021: Free Pass
- 2021: Vertigo
- 2022: Villain
- 2022: Zero
- 2022: The One
- 2023: Seven Sins
- 2024: Beautiful Maze
- 2024: Weekend

### Musikvideos
| Titel          | Veröffentlichung  |
| -------------- | ----------------- |
| Nostalgia      | 28. Oktober 2020  |
| Young Blood    | 16. März 2021     |
| Free Pass      | 29. Juni 2021     |
| Villain        | 17. Januar 2022   |
| Zero           | 15. Juni 2022     |
| The One        | 15. November 2022 |
| Stereo         | 25. April 2023    |
| Beautiful Maze | 3. April 2024     |
| Weekend        | 19. August 2024   |